# Nyssiodes maturaria
Nyssiodes maturaria là một loài bướm đêm trong họ Geometridae.